# Taylor Hendricks
Pour les articles homonymes, voir Hendricks.
Taylor Hendricks, né le 22 novembre 2003 à Fort Lauderdale en Floride, est un joueur américain de basket-ball. Il évolue au poste d'ailier fort et mesure 2,04 m.

## Biographie

### Carrière universitaire
Entre 2022 et 2023, il joue pour les Knights de l'UCF à l'université du centre de la Floride.
Le 22 mars 2023, il annonce qu'il se présente à la draft 2023 de la NBA.

### Carrière professionnelle

#### Jazz de l'Utah (depuis 2023)
Il est sélectionné en 9e position par le Jazz de l'Utah lors de la draft 2023 de la NBA.

## Palmarès

### Universitaire
- Second-team All-AAC en 2023
- AAC All-Freshman Team en 2023

## Statistiques
gras = ses meilleures performances

### Universitaires
| Saison    | Équipe   | Matchs | Titul. | Min./m | % Tir | % 3pts | % LF | Rbds/m. | Pass/m. | Int/m. | Ctr/m. | Pts/m. |
| --------- | -------- | ------ | ------ | ------ | ----- | ------ | ---- | ------- | ------- | ------ | ------ | ------ |
| 2022-2023 | UCF      | 34     | 34     | 34,7   | 47,8  | 39,4   | 78,2 | 6,97    | 1,35    | 0,91   | 1,74   | 15,15  |
| Carrière  | Carrière | 34     | 34     | 34,7   | 47,8  | 39,4   | 78,2 | 6,97    | 1,35    | 0,91   | 1,74   | 15,15  |